# コリンズグラス

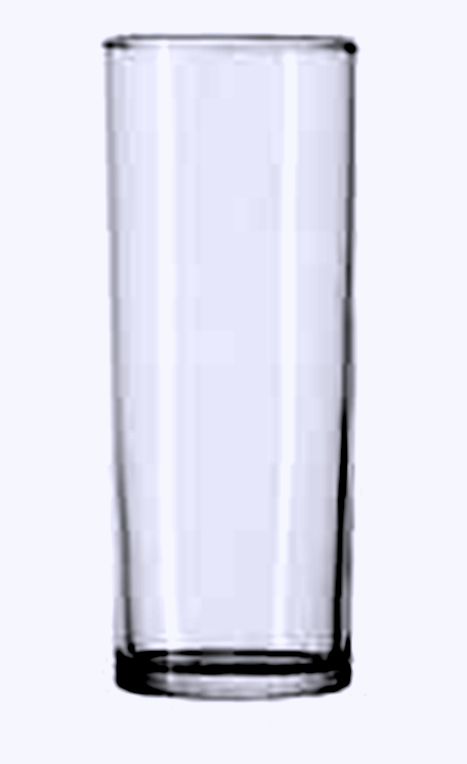
空のコリンズグラス

コリンズグラス（英語: Colins glass) とは、グラスの一種。炭酸が入るカクテルやソフトドリンクなどに用いられる。

## 概要
細長く、背の高いグラスである。
一般的なコリンズグラスの容量は300 - 410ミリリットルであり、液量オンスに換算すると10 - 14である。

## 名称について
カクテルのトム・コリンズ、およびその前身のジョン・コリンズをこのグラスで提供していたことから、コリンズグラスと呼ばれるようになった。
以下のような名称もある。
- トールグラス（背の高いグラス）[1][2][4][5]
- チムニーグラス（煙突グラス）[1][4]
- ゾンビグラス[2][5] - ゾンビに由来